# Kollegiatkirche St. Paul (Rabat)

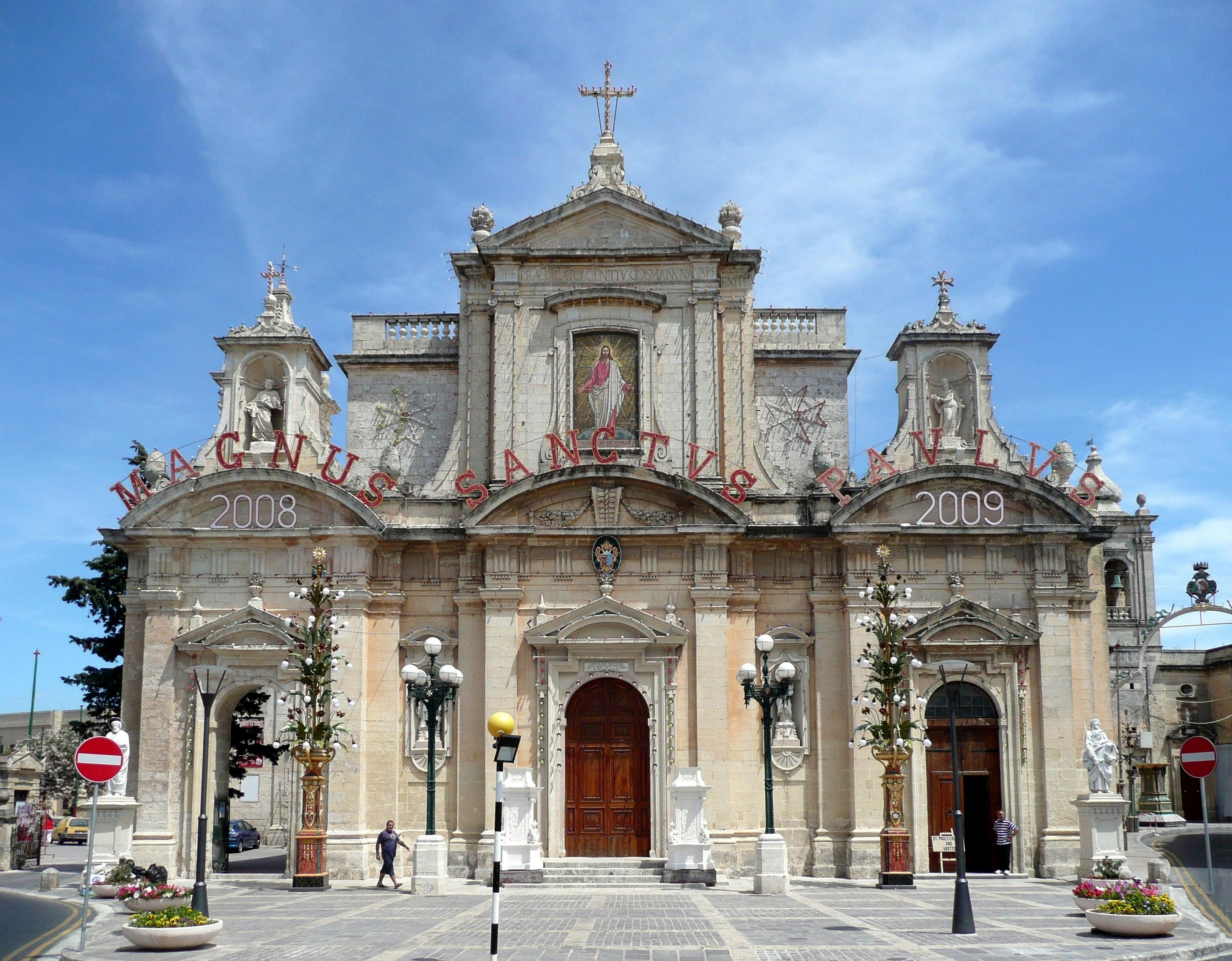
Fassade von St. Paul (im Paulusjahr)

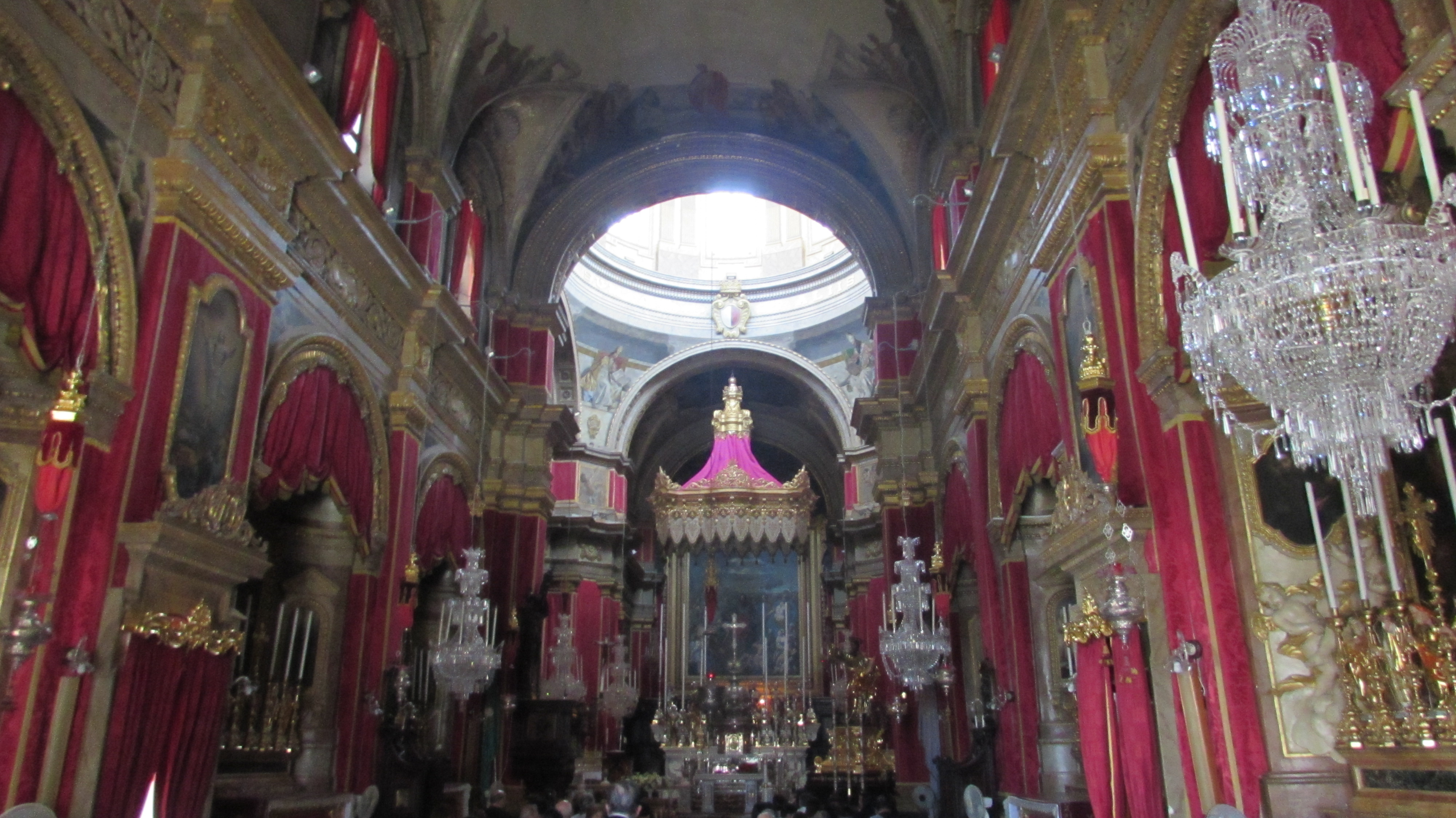
Innenansicht (2018)

Die Kollegiatkirche St. Paul (maltesisch Knisja Parrokjali ta’ San Pawl, englisch Parish Church of St Paul) ist eine bedeutende Barockkirche in Rabat auf der Insel Malta. Wegen der unter ihr befindlichen Paulusgrotte gehört sie zu den Gedenkstätten und Wallfahrtsorten des Apostels Paulus. Sie ist im National Inventory of the Cultural Property of the Maltese Islands unter der Nummer 2366 eingetragen und steht als Grade-1-Bauwerk unter Denkmalschutz. 2020 wurde sie durch Papst Franziskus zur Basilica minor erhoben.

## Entstehung
St. Paul wurde 1664–1683 nach Plänen von Lorenzo Gafà anstelle einer mittelalterlichen Vorgängerkirche im Stil des römischen Barock erbaut und in der Folgezeit reich ausgestattet. Großmeister Adrien de Wignacourt errichtete bei der Kirche ein Kollegiatstift von Klerikern.

## Architektur und Ausstattung
Die Kirche ist eine dreischiffige, kreuzförmige Basilika mit hoher Vierungskuppel. Sie ist reich mit Altären, Statuen und Gemälden bedeutender Künstler des 18. Jahrhunderts ausgestattet. Stefano Erardi schuf das großflächige Hochaltarbild Schiffbruch des hl. Paulus. Unter den Bildern der Seitenaltäre befinden sich eine Darstellung des heiligen Publius von Mattia Preti sowie das Abendmahl und die Heilige Familie von Francesco Zahra.

## Paulusgrotte

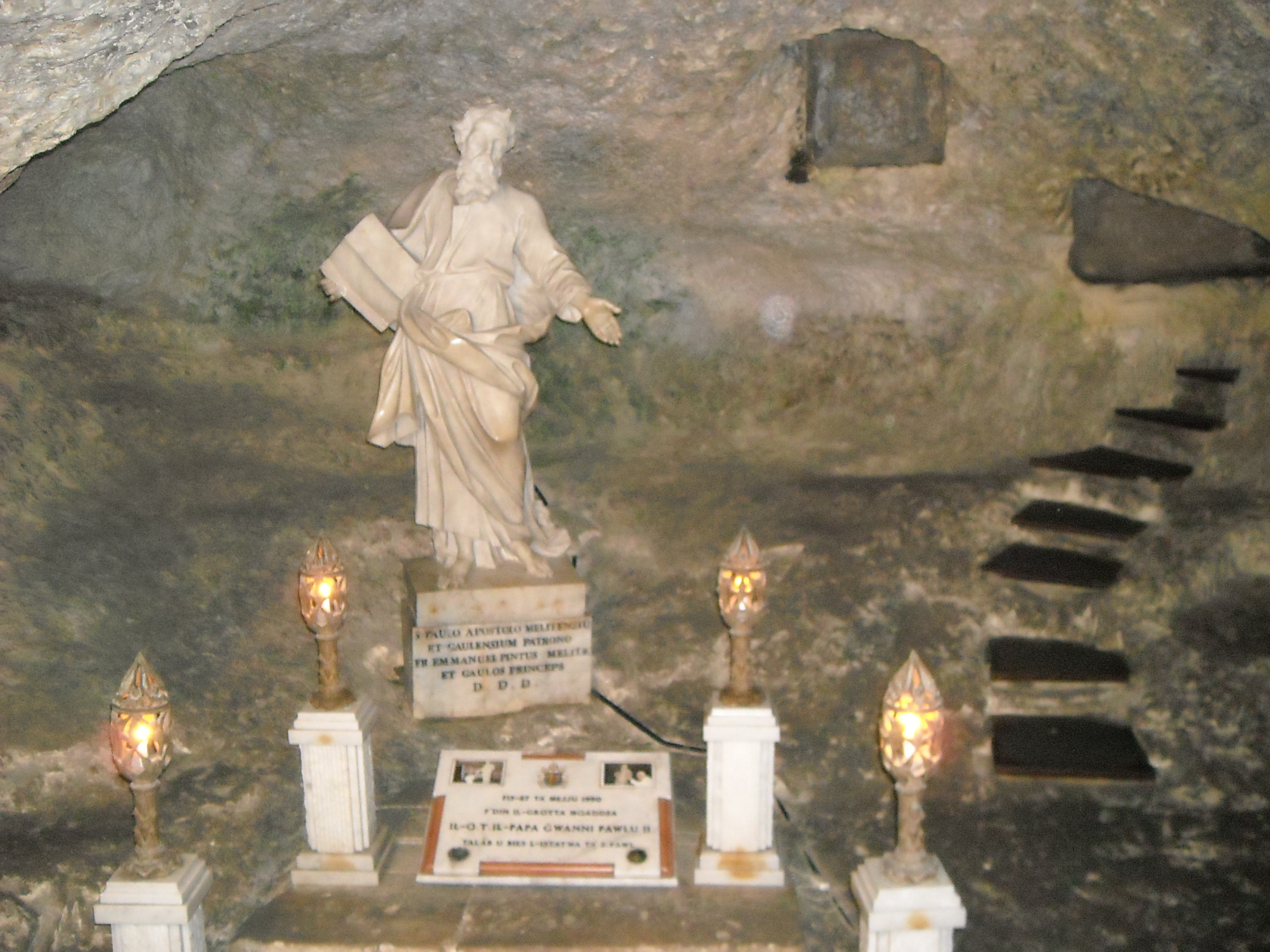
Statue des Apostels in der Grotte

Rechts unterhalb der Kirche befindet sich die Paulusgrotte. Sie gehört zu den Stätten der Insel, die an den Schiffbruch des Paulus und seiner Begleiter auf der Überfahrt nach Rom und an seinen dreimonatigen Aufenthalt auf Malta (Apg 27  und Apg 28 ) erinnern. Von der Tradition wird sie als die Stelle bezeichnet, wo der Apostel in dieser Zeit gewohnt, gelehrt und die Heilige Messe gefeiert habe.
Die Grotte mit rohen Felswänden ist nur sparsam ausgestattet. Im Zentrum steht eine große Skulptur des lehrenden Apostels von Melchiorre Cafà. Davor erinnert eine Marmortafel an Papst Johannes Paul II., der bei seinem Maltabesuch 1990 hier betete.